# Taki Fudžita
Taki Fudžita (藤田たき, Fudžita Taki; 23. prosince 1898 Nagoja – 4. ledna 1993) byla japonská pedagožka a aktivistka za ženská práva. V letech 1962–1972 byla rektorkou Univerzity Cuda.

## Životopis
Narodila se v Nagoji. Její rodiče byli soudce Kikue Fudžita a Kameki Fudžita. Byla vychovávána na Okinawě a v Ósace. Její rodiče byli křesťané, proto byla Taki jako dítě pokřtěna. V dospělosti ji to táhlo ke kvakerské tradici. V roce 1916 začal studovat na Univerzitě Cuda. V roce 1925 promovala z Bryn Mawr College ve Spojených státech, kam se znovu vrátila v roce 1935, aby dále studovala na Smith College.

### Kariéra

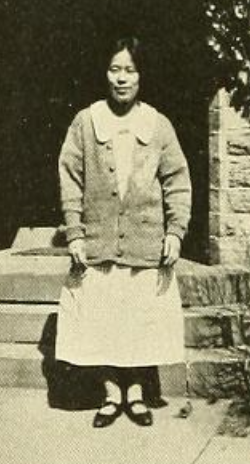
Fudžita na fotografii z ročenky Bryn Mawr College (1925)

Fudžita učila na Univezitě Cuda. V roce 1928 zastupovala YWCA na Panpacifickém ženském kongresu v Honolulu. Byla aktivní v Japonské organizaci sufražetek z Ligy japonských voliček a reprezentovala Japonsko na Komisi OSN pro postavení žen a na Valném shromáždění OSN. V roce 1946 spolu s americkou pedagožkou Lulu Holmes založily Japonskou asociaci žen na vysokých školách a Fudžita se stala její první ředitelkou. V letech 1951–1955 působila na ministerstvu práce jako ředitelka Úřadu pro ženy a děti. V roce 1962 se stala čtvrtou rektorkou Univerzity Cuda. Funkci zastávala až do roku 1972, kdy odešla do důchodu v souvislosti se zraněním, které prodělala o rok dříve během autonehody. V roce 1975 vedla japonskou delegaci na světové konferenci Mezinárodního roku žen, která se konala v Mexico City. V roce 1984 jí byl udělen Řád posvátného pokladu I. třídy.
Po autonehodě v roce 1971 používala hůl. V pozdějších letech jí pomáhala neteř a adoptivní dcera. Zemřela v roce 1993 ve věku 94 let.